# مارکوس پورک
مارکوس پورک (انگلیسی: Marcus Pürk؛ زادهٔ ۲۱ سپتامبر ۱۹۷۴ بازیکن سابق فوتبال اهل اتریش است که در پست هافبک بازی می‌کرد.
وی همچنین در تیم ملی فوتبال اتریش بازی کرده‌است.